# San Marcos (Texas)
San Marcos és una població dels Estats Units a l'estat de Texas. Segons el cens del 2008 tenia 52.927 habitants.

## Demografia
Segons el cens del 2000, San Marcos tenia 34.733 habitants, 12.660 habitatges, i 5.380 famílies. La densitat de població era de 736,4 habitants per km².
Dels 12.660 habitatges en un 19,2% hi vivien nens de menys de 18 anys, en un 27,9% hi vivien parelles casades, en un 10,1% dones solteres, i en un 57,5% no eren unitats familiars. En el 31% dels habitatges hi vivien persones soles el 5,7% de les quals corresponia a persones de 65 anys o més que vivien soles. El nombre mitjà de persones vivint en cada habitatge era de 2,31 i el nombre mitjà de persones que vivien en cada família era de 3,08.
Per edats la població es repartia de la següent manera: un 15,4% tenia menys de 18 anys, un 41,9% entre 18 i 24, un 24,8% entre 25 i 44, un 10,7% de 45 a 60 i un 7,2% 65 anys o més.
L'edat mediana era de 23 anys. Per cada 100 dones de 18 o més anys hi havia 95,4 homes.
La renda mediana per habitatge era de 25.809$ i la renda mediana per família de 37.113$. Els homes tenien una renda mediana de 25.400$ mentre que les dones 22.953$. La renda per capita de la població era de 13.468$. Aproximadament el 13,8% de les famílies i el 28,5% de la població estaven per davall del llindar de pobresa.

## Poblacions més properes
El següent diagrama mostra les poblacions més properes.